# 乃木坂に、越されました〜AKB48、色々あってテレ東からの大逆襲!〜
『乃木坂に、越されました〜AKB48、色々あってテレ東からの大逆襲!〜』（のぎざかに、こされました エーケービーフォーティーエイト、いろいろあってテレとうからのだいぎゃくしゅう）は、2021年7月7日（6日深夜）から9月29日（28日深夜）までテレビ東京『バラエティParavi』枠で放送されていた、AKB48の冠番組。MCはひろゆき（西村博之）。

## 概要
『乃木坂に、越されました〜AKB48、色々あってテレ東からの大逆襲!〜』は、AKB48にとって、日本テレビ系列で2019年9月25日まで放送されていた『AKBINGO!』以来、1年9か月ぶりの地上波キー局制作の冠番組であり、テレビ東京においては、2014年3月28日まで放送されていた『AKB子兎道場』以来、7年3か月ぶりの冠番組でもあった。
2021年8月4日（3日深夜）からテレビ愛知で、同年8月8日（7日深夜）からテレビ北海道で遅れネットを開始した。
しかし、新型コロナウイルスなどの影響があり、同年9月29日（28日深夜）の放送をもって番組を休止した。
3か月の休止期間を経て、2022年1月19日（18日深夜）からタイトルを『AKB48、最近聞いた?〜一緒になんかやってみませんか?〜』と改題し、内容も一新して放送を再開した。

## 出演者
MC
- ひろゆき（西村博之）[1] - 第2回以降、パリからリモート出演。

レギュラー
- AKB48[1]

## 放送日程

### 2021年
| 回 | 放送日   | 放送内容                                                                                     | 出演メンバー                                                                                           | 備考 |
| -- | -------- | -------------------------------------------------------------------------------------------- | --- | ---- |
| 1  | 07月07日 | 第1章：前田敦子とライバル達                                                                  | |      |
| 1  | 07月07日 | 第2章（前半）：指原莉乃とAKB48全盛期 第2章（後半）：AKB48のライバル乃木坂46の登場            | |      |
| 1  | 07月07日 | 第3章（前半）：最後のセンター 山内瑞葵の苦悩 第3章（後半）：AKB48復活へ狼煙                  | [ 注 3 ]                                                                                               |      |
| 2  | 07月14日 | 第1章：現役高校生vsひろゆき                                                                  | |      |
| 2  | 07月14日 | 第2章：人気選抜メンバーvsひろゆき                                                            | |      |
| 2  | 07月14日 | 第3章：超ベテランメンバーvsひろゆき                                                          | |      |
| 2  | 07月14日 | 総監督 向井地美音が想いをぶつける / ひろゆき 論破される / 収録前の全員面談                   | |      |
| 3  | 07月21日 | 第1回 AKB48を「顔面偏差値48」と言ったひろゆきさんにAKB48を好きになってもらおう選手権（前編） | 岡田奈々、小栗有以、篠崎彩奈、千葉恵里、北澤早紀、佐々木優佳里、谷口めぐ、下尾みう                     |      |
| 4  | 07月28日 | 第1回 AKB48を「顔面偏差値48」と言ったひろゆきさんにAKB48を好きになってもらおう選手権（後編） | 岡田奈々、小栗有以、向井地美音、山内瑞葵、大家志津香、宮崎美穂、茂木忍                                 |      |
| 5  | 08月04日 | AKB48改造計画 “論破王”に本音でからんでみよう選手権                                           | 岡田奈々、向井地美音、大家志津香、宮崎美穂、田北香世子、小林蘭、佐藤妃星、馬嘉伶、髙橋彩香、奥原妃奈子 |      |
| 6  | 08月11日 | AKB48しかいない島 しばらく帰ってこれま選手権 〜予選大会〜 前半                               | 大家志津香、宮崎美穂、下口ひなな、市川愛美、馬嘉伶、鈴木くるみ、田口愛佳、小林蘭、湯本亜美             |      |
| 7  | 08月18日 | AKB48しかいない島 しばらく帰ってこれま選手権 〜予選大会〜 後半                               | 大家志津香、宮崎美穂、下口ひなな、市川愛美、馬嘉伶、鈴木くるみ、田口愛佳、小林蘭、湯本亜美             |      |
| 8  | 08月25日 | みなさんの意見を考慮して AKB48の楽屋を隠し撮りしてみました!                                  | 小栗有以、村山彩希、左伴彩佳、茂木忍、石綿星南、吉橋柚花、千葉恵里、市川愛美                           |      |
| 8  | 08月25日 | AKB48!妄想まんが部                                                                           | 山内瑞葵、佐藤美波                                                                                     |      |
| 9  | 09月01日 | AKB48 0円プロジェクト（小栗有以編）                                                          | 小栗有以、山内瑞葵、大西桃香、久保怜音、大盛真歩                                                       |      |
| 9  | 09月01日 | ひろゆき 3分間フィッシング                                                                   | 小栗有以、山内瑞葵、橋本陽菜、稲垣香織                                                                 |      |
| 10 | 09月08日 | AKB48 0円プロジェクト（山内瑞葵編）                                                          | 小栗有以、山内瑞葵、大西桃香、久保怜音、大盛真歩                                                       |      |
| 10 | 09月08日 | 100万回再生プロジェクト第一弾 NGなしで生質問に答えます！選手権                               | 田口愛佳、湯本亜美、小林蘭、下口ひなな、川原美咲、馬嘉伶                                               |      |
| 11 | 09月15日 | AKB48 0円プロジェクト（大西桃香・久保怜音編）                                                | 小栗有以、山内瑞葵、大西桃香、久保怜音、大盛真歩                                                       |      |
| 11 | 09月15日 | 無言で見つめて                                                                               | 田口愛佳、湯本亜美、小林蘭、下口ひなな、川原美咲、馬嘉伶                                               |      |
| 11 | 09月15日 | ひろゆきのキャッチコピー選手権                                                               | 田口愛佳、湯本亜美、小林蘭、下口ひなな、川原美咲、馬嘉伶                                               |      |
| 12 | 09月21日 | AKB48 0円プロジェクト（大盛真歩編）                                                          | 小栗有以、山内瑞葵、大西桃香、久保怜音、大盛真歩                                                       |      |
| 12 | 09月21日 | 目指せ100万回再生！初めての芸人コラボ企画                                                    | 川原美咲、小林蘭、田口愛佳、湯本亜美、馬嘉伶 ゲスト：塙宣之（ナイツ）、かもめんたる                    |      |
| 13 | 09月29日 | AKB48「根も葉もRumor」密着ドキュメント                                                       | 岡田奈々、小栗有以、柏木由紀、向井地美音                                                               |      |

### 放送時間
放送局
| 放送期間                | 放送日時                         | 放送局              | 対象地域   | 備考     |
| ----------------------- | -------------------------------- | ------------------- | ---------- | -------- |
| 2021年7月7日 - 9月29日  | 毎週水曜 1:35 - 2:05（火曜深夜） | テレビ東京（TX）    | 関東広域圏 | 制作局   |
| 2021年8月4日 - 10月27日 | 毎週水曜 1:10 - 1:40（火曜深夜） | テレビ愛知（TVA）   | 愛知県     | 29日遅れ |
| 2021年8月8日 - 10月31日 | 毎週日曜 1:45 - 2:15（土曜深夜） | テレビ北海道（TVH） | 北海道     | 34日遅れ |

ネット配信
| 配信期間               | 更新日時           | 配信元               | 備考                             |
| ---------------------- | ------------------ | -------------------- | -------------------------------- |
| 2021年7月7日 - 9月29日 | 地上波放送終了直後 | Paravi               | 定額見放題（アーカイブ配信あり） |
|                        |                    | TVer・ネットもテレ東 |                                  |
|                        |                    | GYAO!                |                                  |
|                        |                    | ニコニコチャンネル   |                                  |

- 8月25日（24日深夜）からは、Paraviにてオリジナルコンテンツ「あなたはなぜ、アイドルになったんですか?」が配信開始。番組本編開始時にAKB48各メンバーに対して行なったインタビューで、地上波放送終了直後より毎週2人分ずつ配信される[24]。

## スタッフ
- ナレーション：木村匡也（木村→第2回から）、DJナイク（ナイク→第1回のみ）
- 構成：伊藤正宏、村上卓史、江藤美明
- TP：酒井博（第2回から）
- カメラ：山田啓史、山本健太、柴田優、今井良（不定期交代）
- 音声：小長井義久、立元捺美、吉田健吾（不定期交代）
- 編集：神山英彦、沖野浩平、峯村憲輝、辻良祐、鳥塚幸輔、西村公希、細谷大輔、山﨑稔、賀古勝利、仮野潔、中澤仁（不定期交代）
- MA：指田高史、倉光恵一、三井慎介、阿世知貴彦、金城徹、内山祐生（不定期交代）
- 音効：鏑木太郎
- CG：清水たかゆき（第2回から）
- 技術協力：スウィッシュ・ジャパン（スウィッシュ…→第6回から）、ジーリンクスタジオ（ジーリンク…→第6回から）、BEETECH（…TECH→第1回 - 第5回）、SDTエンタープライズ（SDT…→第2回 - 第5回）
- 機材協力：東京オフラインセンター（第4回までは技術協力）
- デスク：反町晴花
- AD：逢澤歩里（逢澤→第2回から）、中塚風花（中塚→第6回から）、渡辺(邊)真依（渡辺→第1回 - 第8回）
- 制作進行：城山亜衣子、菊地彩子（城山・菊地→第1回 - 第7回）
- FD：白田浩司
- ディレクター：松澤啓（テレビ東京）、平尾春菜
- チーフディレクター：相沢宏明
- 演出：松清弘卓
- 総合演出・プロデューサー：高橋弘樹（テレビ東京）
- コンテンツプロデューサー：合田知弘、倉地雄大、千葉貴也（合田・倉地・千葉→テレビ東京、第1回のみ）
- プロデューサー：田中晋也（テレビ東京）、中村肇、石原三久良子（石原→第2回まではAP）、大平智恵（大平→第7回から）
- チーフプロデューサー：伊藤隆行（テレビ東京）
- 制作：テレビ東京、BEE BRAIN（…BRAIN→第2回 - 第4回は制作協力）
- 製作著作：「乃木坂に、越されました」製作委員会